# Carly Pearce

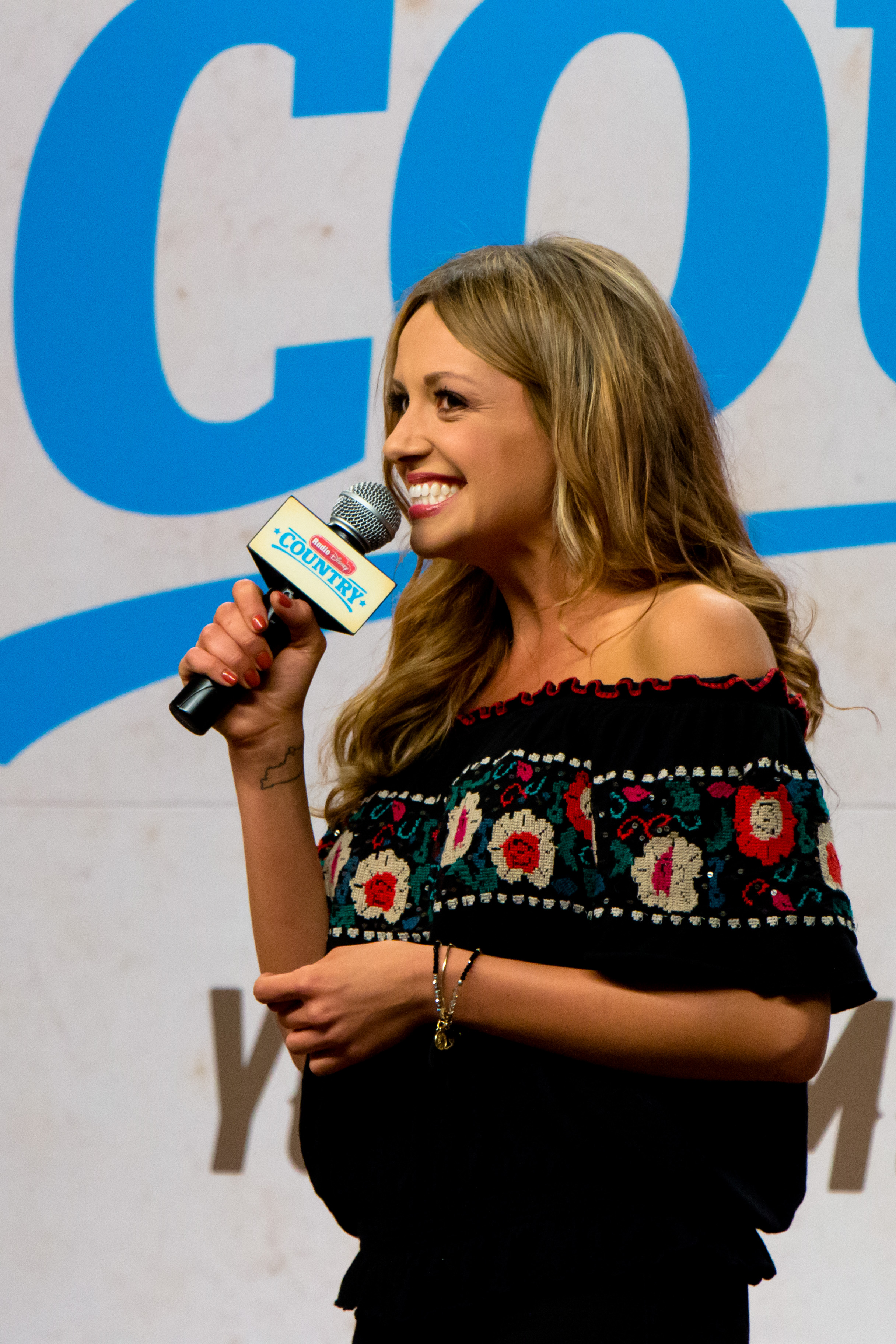
Carly Pearce beim CMA Fest (2017)

Carly Pearce (* 24. April 1990 in Taylor Mill, Kentucky) ist eine US-amerikanische Countrysängerin. Mit ihrem Debütalbum Every Little Thing und dem gleichnamigen Song hatte sie 2017 ihren Durchbruch.

## Biografie
Carly Pearce wuchs mit Musik auf und gehörte schon mit 11 Jahren einer Bluegrass-Band an. Mit 16 Jahren beendete sie die Schule und ging nach Pigeon Forge in Tennessee, wo sie als Sängerin im Dollywood-Freizeitpark arbeitete. Ihre eigene Karriere und eigene Musik entwickelte sie nebenher. Sie machte Aufnahmen für Country-Sampler und spielte Weihnachtslieder ein. Mit 19 ging sie nach Nashville, wo sie sich erst einmal als Songwriterin ins Gespräch brachte. Nach 3 Jahren wurde sie von Sony Music als Musikerin unter Vertrag genommen, ihre Soloanstrengungen blieben aber erfolglos.
2016 brachte ihr dann ein Duett mit Josh Abbott erstmals größere Aufmerksamkeit als Sängerin. Der Song Wasn’t That Drunk wurde öfter im Radio gespielt und schaffte es auch in die US-Countrycharts. Sie unternahm einen weiteren Anlauf als Musikerin und nahm eine Reihe neuer Songs auf. Mit Every Little Thing hatte sie Ende 2016 einen eigenen kleineren Radiohit und nachdem das Label Big Machine (u. a. Taylor Swift) sie unter Vertrag genommen und das Lied 2017 erneut veröffentlicht hatte, erreichte sie die Spitze der Radiocharts. Im Oktober erschien zudem ihr nach dem Song benanntes Debütalbum. Song und Album kamen in die Top 5 der jeweiligen Countrycharts und platzierten sich in den offiziellen US-Charts auf Platz 50 bzw. 32. Der Song wurde zudem mit Platin ausgezeichnet, mit Hide the Wine erreichte ein zweites Lied Goldstatus.
2019 hielt sie sich mit dem Duett I Hope You’re Happy Now in Erinnerung, das sie zusammen mit Lee Brice aufnahm. Es war ihr zweiter Nummer-1-Radiohit und ihr zweiter Platinsong. In den offiziellen Singlecharts kam es bis auf Platz 27. Im Jahr darauf folgte ihr zweites Album mit ihrem Namen als Titel. Carly Pearce kam allerdings nicht über Platz 73 hinaus und brachte außer bereits vorab veröffentlichten Songs keinen weiteren Singlehit. Auch die EP 29 ein Jahr später konnte an den Debüterfolg nicht anknüpfen und war außerhalb des Countrybereichs kaum erfolgreich.

## Diskografie

### Alben
| Jahr | Titel                | Höchstplatzierung, Gesamtwochen, AuszeichnungChartplatzierungen (Jahr, Titel, Platzierungen, Wochen, Auszeichnungen, Anmerkungen) | Höchstplatzierung, Gesamtwochen, AuszeichnungChartplatzierungen (Jahr, Titel, Platzierungen, Wochen, Auszeichnungen, Anmerkungen) | Anmerkungen                               |
| Jahr | Titel                | US | Country | Anmerkungen                               |
| ---- | -------------------- | --- | --- | ----------------------------------------- |
| 2017 | Every Little Thing   | US32 (2 Wo.)US | Country4 (5 Wo.)Country | Erstveröffentlichung: 13. Oktober 2017    |
| 2020 | Carly Pearce         | US73 (5 Wo.)US | Country6 (20 Wo.)Country | Erstveröffentlichung: 14. Februar 2020    |
| 2021 | 29                   | US83 (2 Wo.)US | Country9 (35 Wo.)Country | Erstveröffentlichung: 19. Februar 2021 EP |
| 2021 | 29: Written In Stone | — | Country46 (1 Wo.)Country | Erstveröffentlichung: 17. September 2021  |
| 2024 | Hummingbird          | US158 (1 Wo.)US | Country31 (1 Wo.)Country | Erstveröffentlichung: 7. Juni 2024        |

### Singles
| Jahr | Titel Album                                       | Höchstplatzierung, Gesamtwochen, AuszeichnungChartplatzierungen (Jahr, Titel, Album, Platzierungen, Wochen, Auszeichnungen, Anmerkungen) | Höchstplatzierung, Gesamtwochen, AuszeichnungChartplatzierungen (Jahr, Titel, Album, Platzierungen, Wochen, Auszeichnungen, Anmerkungen) | Anmerkungen                                                 |
| Jahr | Titel Album                                       | US | Country | Anmerkungen                                                 |
| ---- | ------------------------------------------------- | --- | --- | ----------------------------------------------------------- |
| 2016 | Wasn’t That Drunk Front Row Seat                  | — | Country46 (14 Wo.)Country | mit Josh Abbott Band                                        |
| 2017 | Every Little Thing                                | US50 Platin · (17 Wo.)US | Country5 (30 Wo.)Country | Erstveröffentlichung: 22. Februar 2017                      |
| 2017 | Hide the Wine Every Little Thing                  | US— GoldUS | Country21 (33 Wo.)Country | Erstveröffentlichung: 4. Dezember 2017                      |
| 2018 | Closer to You Carly Pearce                        | US— GoldUS | Country33 (26 Wo.)Country | Erstveröffentlichung: 2. November 2018                      |
| 2019 | I Hope You’re Happy Now Carly Pearce              | US27 ×3Dreifachplatin · (25 Wo.)US | Country5 (37 Wo.)Country | Erstveröffentlichung: 27. September 2019 mit Lee Brice      |
| 2020 | Next Girl 29                                      | US86 Platin · (4 Wo.)US | Country23 (35 Wo.)Country | Erstveröffentlichung: 4. September 2020                     |
| 2021 | Never Wanted to Be That Girl 29: Written In Stone | US63 Platin · (20 Wo.)US | Country13 (33 Wo.)Country | Erstveröffentlichung: 20. September 2021 mit Ashley McBryde |
| 2022 | What He Didn’t Do 29: Written In Stone            | US37 ×2Doppelplatin · (17 Wo.)US | Country11 (43 Wo.)Country | Erstveröffentlichung: 13. Juni 2022                         |
| 2023 | We Don’t Fight Anymore Hummingbird                | US67 Platin · (12 Wo.)US | Country19 (45 Wo.)Country | Erstveröffentlichung: 16. Juni 2023 feat. Chris Stapleton   |
| 2024 | Maybe This Christmas –                            | — | Country22 (3 Wo.)Country | Erstveröffentlichung: 18. November 2024 mit Michael Bublé   |

## Auszeichnungen für Musikverkäufe
| Goldene Schallplatte - Kanada - 2023: für die Single Hide the Wine Platin-Schallplatte - Kanada - 2022: für die Single Next Girl - 2023: für die Single Every Little Thing - 2023: für die Single What He Didn’t Do - 2023: für die Single Never Wanted to Be That Girl | 3× Platin-Schallplatte - Kanada - 2023: für die Single I Hope You’re Happy Now |

Anmerkung: Auszeichnungen in Ländern aus den Charttabellen bzw. Chartboxen sind in ebendiesen zu finden.
| Land/RegionAuszeichnungen für Musikverkäufe (Land/Region, Auszeichnungen, Verkäufe, Quellen) | Gold     | Platin       | Verkäufe  | Quellen         |
| -------------------------------------------------------------------------------------------- | -------- | ------------ | --------- | --------------- |
| Kanada (MC)                                                                                  | Gold1    | 7× Platin7   | 600.000   | musiccanada.com |
| Vereinigte Staaten (RIAA)                                                                    | 2× Gold2 | 6× Platin6   | 7.000.000 | riaa.com        |
| Insgesamt                                                                                    | 3× Gold3 | 13× Platin13 |           |                 |